# دیتر کوهن
دیتر کوهن (به آلمانی: Dieter Kühn) بازیکن فوتبال و مهاجم اهل آلمان شرقی بود که از سال ۱۹۷۸ میلادی عضو تیم ملی فوتبال آلمان شرقی بوده‌است. وی در ۱۳ بازی ملی حضور داشته و در بازی‌های ملی‌اش ۵ گل به ثمر رساند. دیتر کوهن آخرین بازی ملی خود را در سال ۱۹۸۳ میلادی انجام داد.